# Canal del Bajo Guadalquivir
El canal del Bajo Guadalquivir, también conocido como el canal de los Presos, es un canal de riego situado en el sur de España. Fue construido durante los años del primer franquismo por varios miles de presos políticos encuadrados en el Servicio de Colonias Penitenciarias Militarizadas, creado en septiembre de 1939. Fue la obra pública del franquismo que «durante más tiempo [de 1940 a 1962] utilizó presos políticos como principal mano de obra».
Esta infraestructura hidráulica originalmente estaba destinada a poner en riego una superficie de unas 56 000 hectáreas en las provincias de Sevilla y Cádiz. Actualmente riega una superficie de 80 000 ha asociados bajo la Comunidad de Regantes del Bajo Guadalquivir. 

## Localización
Parte del embalse de Peñaflor, situado a caballo entre los municipios de Peñaflor y Palma del Río, recorre 158 kilómetros hasta el embalse de Don Melendo, en el término municipal de Lebrija (Sevilla). Los campos situados a la derecha del canal (en el sentido del agua) se riegan por gravedad, mientras que lo de la izquierda lo hacen mediante bombeos.
| Localización                  | Coordenadas                               |
| ----------------------------- | ----------------------------------------- |
| (inicio) Embalse de Peñaflor  | 37°41′32″N 5°19′49″O / 37.69222, -5.33028 |
| (final) Don Melendo (Lebrija) | 36°57′21″N 6°02′21″O / 36.95583, -6.03917 |

El 26 de septiembre de 2007 el Consejo de Ministros autorizó la interconexión del canal con el pantano de Torre del Águila.

## Historia

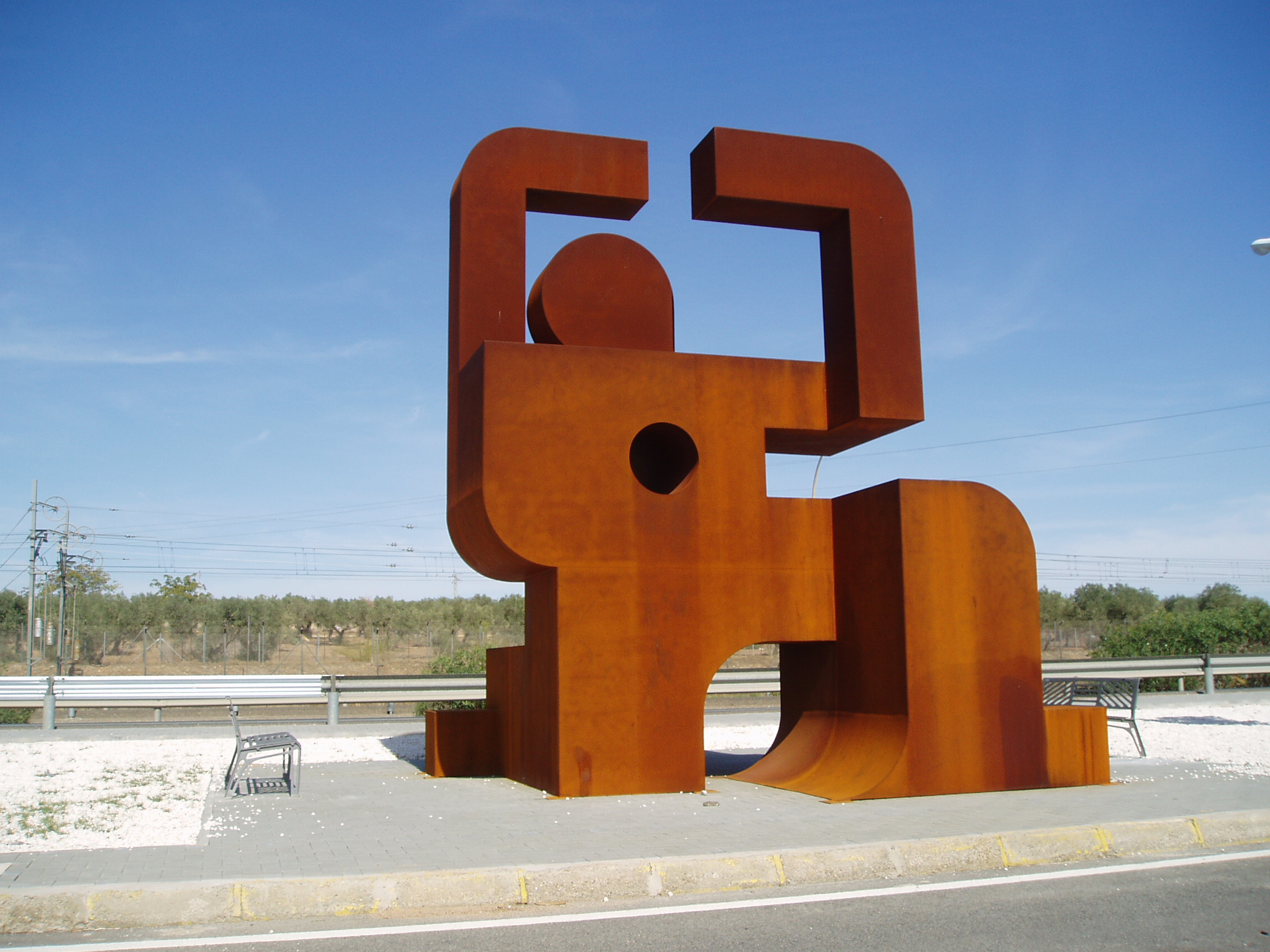
Monumento a la memoria de los presos en Los Merinales.

Ya en el siglo XIX se pensaba en su construcción, pero por ser una obra de tal magnitud, no fue hasta 1940 cuando se iniciaron las obras, que se concluyeron en 1962.
La obra se llevó a cabo por presos políticos de la dictadura franquista, a "pico y pala", siguiendo la política de redención de penas por el trabajo, llegando a contar con 2000 presos. A lo largo de su recorrido se jalonaban campos de trabajo como en Los Merinales, El Arenoso y La Corchuela en Dos Hermanas, asimismo los familiares también crearon poblados en Bellavista, Torreblanca y Valdezorras, en Sevilla, Quintillo en Dos Hermanas o El Palmar de Troya, en Utrera.
En 2006 al tramo comprendido entre La Rinconada y Dos Hermanas se le cambió la denominación por "canal de los Presos".
El 17 de junio de 2009 se instaló un monumento a la memoria histórica de Los Merinales, en la rotonda donde empieza la finca del Charco del Pastor, antigua entrada al campo de trabajo de Los Merinales.